# 2028年7月22日日食
2028年7月22日日食是一次日全食，將發生於2028年7月22日（西半球為7月21日）。新月當天（即朔日），地球上觀測到月球和太阳的角距離極小，此時月球如果恰好在月球交點附近，穿過太阳和地球之間，與地球、太阳接近一直線，則會出現日食。月球本影接觸地表而使該區域完全得不到陽光，就會形成日全食，同時在本影兩側數千公里的半影範圍內遮擋部分陽光，形成日偏食。此次日全食將會經過科科斯（基林）群島、聖誕島、澳大利亚本土、新西蘭，日偏食則將覆蓋亞洲東南部、大洋洲西南部及周邊部分地區。

## 日食概況

### 出現區域
本次日食開始時，月球本影將在英屬印度洋領地以南、羅德里格斯島以東的南印度洋面最先接觸地表，當地將在日出時最先看到日全食。然後本影將向東偏北移動，覆蓋澳大利亚的兩處海外領地科科斯（基林）群島和聖誕島，逐漸轉向東南移動，覆蓋斯科特和塞林伽巴丹群礁後不久登上澳大利亚大陸，在西澳大利亚州金伯利地區溫德姆-東金伯利郡境內達到最大食分。此後本影繼續向東南斜貫澳大利亚、塔斯曼海、新西蘭南島，覆蓋安蒂波德斯群島後在日落時分結束於該群島東南約150公里的洋面。全食帶內的陸地均在國際日期變更線以西，在7月22日看到日食。
澳大利亚在2023年至2038年的不到16年內將出現高於一般頻率的5次日全食，這是其中第二次。巧合的是，這次日全食的全食帶不僅經過了澳大利亚本土，還完全覆蓋了2個距離遙遠的海外領地。在本土，全食帶中心線還穿過了澳大利亚第一大城市悉尼的市區。
本次月球本影經過的陸地將依次包括：
- 科科斯（基林）群島全境；
- 圣诞岛全境；
- 本土：覆盖西澳大利亚州的斯科特和塞林伽巴丹群礁后自西北向東南斜貫該州東北部、北領地、昆士蘭州西南部，經過南澳大利亚州東北部後斜貫新南威爾士州，全食帶中心線穿過了悉尼市區，此外最大食分位於西澳大利亚州金伯利地區溫德姆-東金伯利郡境內；
- 新西兰：經過南地大區北半部和西岸大區南部後自西北向東南斜貫奧塔哥大區，又覆蓋了安蒂波德斯群島。[4][5]

除了狹窄的全食帶內能看見日全食之外，月球半影覆蓋範圍內都將能看到日偏食，包括南亞南部、東南亞除緬甸北半部、老撾北端和越南北部邊境外的大部、中國廣西南部、廣東西南部和海南、英屬印度洋領地、澳大拉西亞、美拉尼西亞、湯加、紐埃及南極洲靠近澳大利亚的海岸。其中絕大部分位於國際日期變更線以西，在7月22日看到日食，僅紐埃位於該線以東，在7月21日看到日食。

此次日全食過程中月影在地表移動的動畫

### 基本參數
- 類型：日全食
- 食甚中心處（位於澳大利亚西澳大利亚州金伯利地區溫德姆-東金伯利郡境內）資料：
  - 時間：2028年7月22日2:55:26.9
  - 地點：15°34.4′S 126°42.4′E / 15.5733°S 126.7067°E
  - 食分：1.0560（全食帶內最大）
  - 本影寬度：230.2公里
  - 日全食持續時間：5分9.7秒
- 全食最長處資料：
  - 時間：2028年7月22日2:52:18
  - 地點：15°4′S 125°47′E / 15.067°S 125.783°E
  - 本影寬度：231.3公里
  - 日全食持續時間：5分9.9秒（全食帶內最長）[7]

## 相關的日食

### 2026-2029年的日食
月球交替位於相對的月球交點時，以半個交點年（食年），即約177天又4小時間隔出現下列日食。
| 日食列表  |           |           |           |           |           |           |           |           |           |           |           |
| 1997-2000 | 2000-2003 | 2004-2007 | 2008-2011 | 2011-2014 | 2015-2018 | 2018-2021 | 2022-2025 | 2026-2029 | 2029-2032 | 2033-2036 | 2036-2039 |

| 升交點                                                         | 升交點                   |          | 降交點                   | 降交點 |
| 沙羅周期                                                       | 地圖                     | 沙羅周期 | 地圖                     |        |
| 121                                                            | 2026年2月17日 環食       | 126      | 2026年8月12日 全食       |        |
| 131                                                            | 2027年2月6日 環食        | 136      | 2027年8月2日 全食        |        |
| 141                                                            | 2028年1月26日 環食       | 146      | 2028年7月22日 全食       |        |
| 151                                                            | 2029年1月14日 偏食（北） | 156      | 2029年7月11日 偏食（南） |        |
| 註：2029年6月12日和2029年12月5日的日偏食屬於下一組交點年系列。 |                          |          |                          |        |

### 沙羅周期
沙罗周期長度為18年11天。本次日食屬於沙羅周期146，共包含76次日食，依次為1541年9月19日至1920年5月18日的22次日偏食、1938年5月29日至2154年10月7日的13次日全食、2172年10月17日至2226年11月20日的4次全環食（亦稱混合食）、2244年12月1日至2659年8月10日的24次日環食、2677年8月20日至2893年12月29日的13次日偏食，總共歷時1352.26年。其中最長的全食發生於1992年6月30日，共持續了5分21秒。
下表列舉了1901年至2100年間發生的屬於該周期的日食，是第21至32次：
| 21            | 22            | 23            |
| ------------- | ------------- | ------------- |
| 1902年5月7日  | 1920年5月18日 | 1938年5月29日 |
| 24            | 25            | 26            |
| 1956年6月8日  | 1974年6月20日 | 1992年6月30日 |
| 27            | 28            | 29            |
| 2010年7月11日 | 2028年7月22日 | 2046年8月2日  |
| 30            | 31            | 32            |
| 2064年8月12日 | 2082年8月24日 | 2100年9月4日  |

## 資料來源
1. ↑  樊忠玉. . 中国天文科普网.   [2018-02-02]. （原始内容存档于2014-09-17）.
2. 1 2  Fred Espenak. . NASA Eclipse Web Site.   [2018-02-02]. （原始内容存档于2020-10-24）.（英文）
3. ↑  Fred Espenak. . NASA Eclipse Web Site.   [2018-02-02]. （原始内容存档于2020-12-28）.（英文）
4. ↑  Fred Espenak. . NASA Eclipse Web Site.   [2018-02-02]. （原始内容存档于2020-10-24）.（英文）
5. ↑  Xavier M. Jubier. .   [2018-02-02]. （原始内容存档于2019-06-05）.（法文）（英文）
6. ↑  Fred Espenak. . NASA Eclipse Web Site.   [2018-02-02]. （原始内容存档于2019-01-18）.（英文）
7. ↑  Fred Espenak. . NASA Eclipse Web Site.   [2018-02-02]. （原始内容存档于2020-10-24）.（英文）
8. ↑  Fred Espenak. . NASA Eclipse Web Site.（英文）

## 外部連結
- NASA日食專頁（页面存档备份，存于）（英文）
- 可見區域圖和時間統計：由弗雷德·埃斯佩纳克做出的日食預報，NASA/GSFC
  - Google互動地圖呈現的日食範圍
  - 貝塞爾元素
- Google地圖顯示的日全食和日偏食範圍（页面存档备份，存于）（法文）（英文）

| \| \| 日食 \|                             |                              |                                           |
| 上一次日食： 2028年1月26日日食 （日環食） | 2028年7月22日日食 （日全食） | 下一次日食： 2029年1月14日日食 （日偏食） |
| 上一次日全食： 2027年8月2日日食           | 2028年7月22日日食 （日全食） | 下一次日全食： 2030年11月25日日食         |
|                                           | 日食                         |                                           |